# Mia Engberg
Mia Engberg (* 26. September 1970 in Stockholm) ist eine schwedische Regisseurin und Filmproduzentin.

## Leben
Engberg studierte von 1994 bis 1997 in Paris und Stockholm Dokumentarfilm. Seitdem veröffentlichte sie mehrere Kurz- und Dokumentarfilme. Einen ersten Erfolg hatte sie mit dem Film The Stars we Are über einen homosexuellen, HIV-positiven Skinhead. Der Film wurde 1998 für den schwedischen Filmpreis Guldbagge in der Kategorie Bester Kurzfilm nominiert und auf dem Filmfest München gezeigt. 2001 entstand ihr erster lesbischer Pornofilm, Selma & Sofie. Dieser wurde auf Festivals in Reykjavík und Paris gezeigt. Das Filmteam bestand ausschließlich aus Frauen.
2009 kam es zu einem Skandal um ihren Episodenfilm Dirty Diaries, der aus zwölf feministischen Kurzpornofilmen unterschiedlicher Regisseure besteht. Beteiligt war unter anderem Ester Martin Bergsmark. Dirty Diaries wurde vom Schwedischen Filminstitut mit 500.000 Kronen (ca. 50.000 Euro) unterstützt. Diese Verwendung von Steuergeldern wurde teilweise als unangemessen empfunden, was zu Protesten führte. Für den Film wurde Engberg 2011 mit dem PorYes-Award ausgezeichnet.
Im Jahr 2013 wurde ihr Film Belleville Baby auf der Berlinale gezeigt. Ihr Dokumentarfilm Hypermoon feierte beim DOK.fest München 2023 Deutschlandpremiere und wurde im Hauptwettbewerb gezeigt.
Engberg ist Dozentin für Dokumentarfilm an der Stockholms dramatiska högskola.